# Rašovice (Hlasivo)
Rašovice (německy Raschowitz) jsou malá vesnice, část obce Hlasivo v okrese Tábor v Jihočeském kraji. Nachází se asi 1,5 kilometru severně od Hlasiva. Je zde evidováno 25 adres. V roce 2011 zde trvale žilo čtrnáct obyvatel.
Rašovice leží v katastrálním území Rašovice u Hlasiva o rozloze 2,31 km².

## Historie
První písemná zmínka o vesnici pochází z roku 1383.

## Obyvatelstvo
| Rok            | 1869 | 1880 | 1890 | 1900 | 1910 | 1921 | 1930 | 1950 | 1961 | 1970 | 1980 | 1991 | 2001 | 2011 | 2021 |
| -------------- | ---- | ---- | ---- | ---- | ---- | ---- | ---- | ---- | ---- | ---- | ---- | ---- | ---- | ---- | ---- |
| Počet obyvatel | 213  | 196  | 193  | 165  | 182  | 175  | 162  | 99   | 94   | 63   | 31   | 19   | 11   | 14   | 11   |
| Počet domů     | 25   | 24   | 25   | 25   | 23   | 23   | 23   | 20   | 20   | 20   | 19   | 23   | 21   | 20   | 19   |

## Obecní správa
Při sčítání lidu v letech 1850–1959 Rašovice byly osadou obce Nová Ves u Mladé Vožice, se kterým patřily nejprve do okresu Tábor, ale v roce 1950 v okrese Votice. V letech 1960–1980 byly osadou obce Hlasivo v okrese Tábor. Od 1. července 1980 do 31. prosince 1991 byly částí města Mladá Vožice v okrese Tábor. Od 1. ledna 1992 jsou opět částí obce Hlasivo v okrese Tábor.

## Pamětihodnosti
- Kaple Nejsvětější Trojice
- Památník historického shromáždění lidu roku 1419 na návrší Beránek s nápisem: „Veliká shromáždění českého lidu Na Beránku 1419 podnícená odkazem M. J. Husa znamenala počátek husitské revoluce a byla významnou událostí našich dějin. Turistický odbor Tábor 1970.“
- Zámeček. Koncem 19. století ho vlastnil Vincenc Šembera, velkostatkář a politik, okresní starosta a poslanec zemského sněmu).[10][11] Roku 2015 podlehla budova demolici,[12] v roce 2020 zde stála již pouze torza severní a západní obvodové zdi.[13]
- Bývalý lihovar

## Galerie

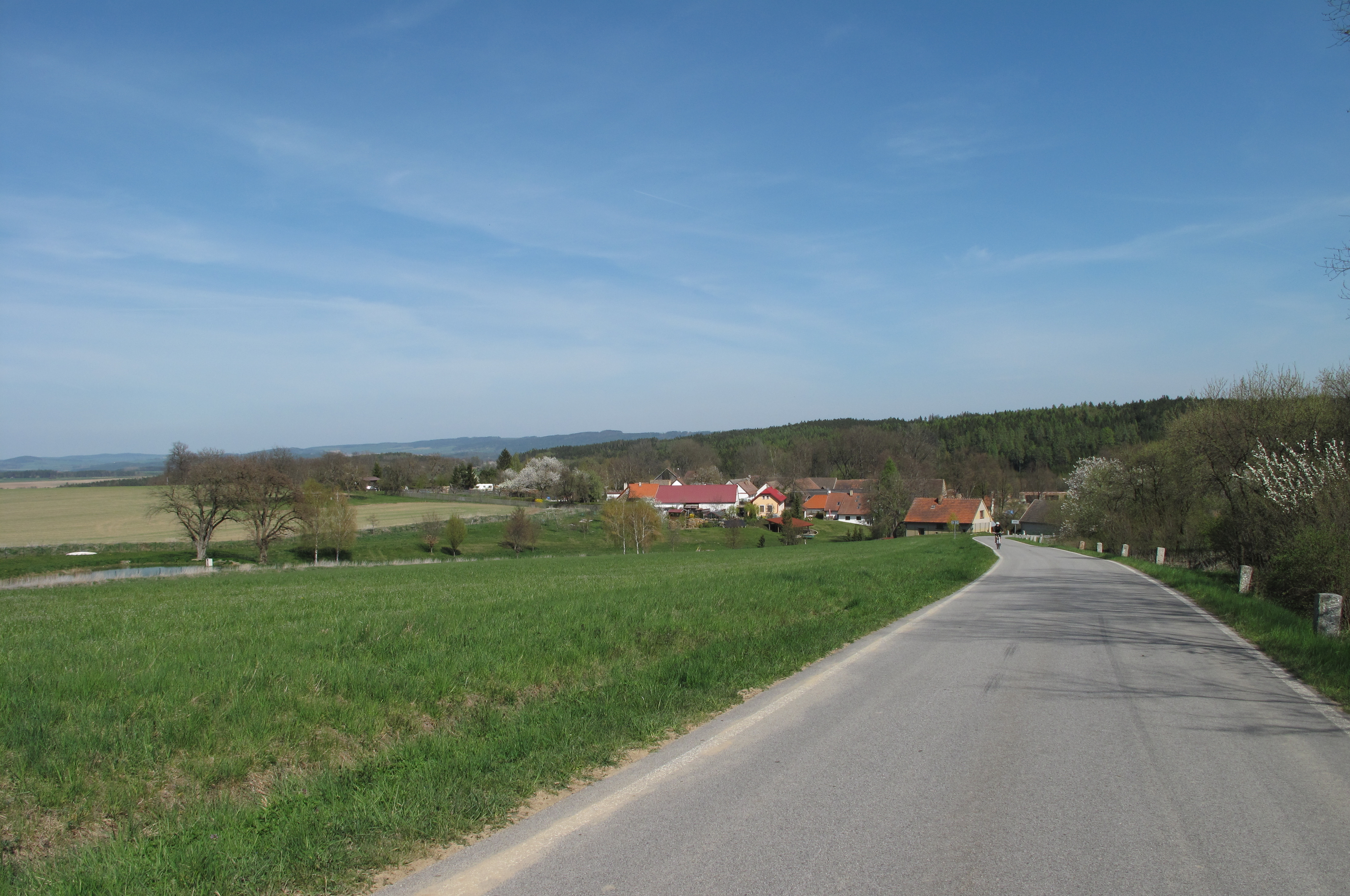
Pohled z dáli
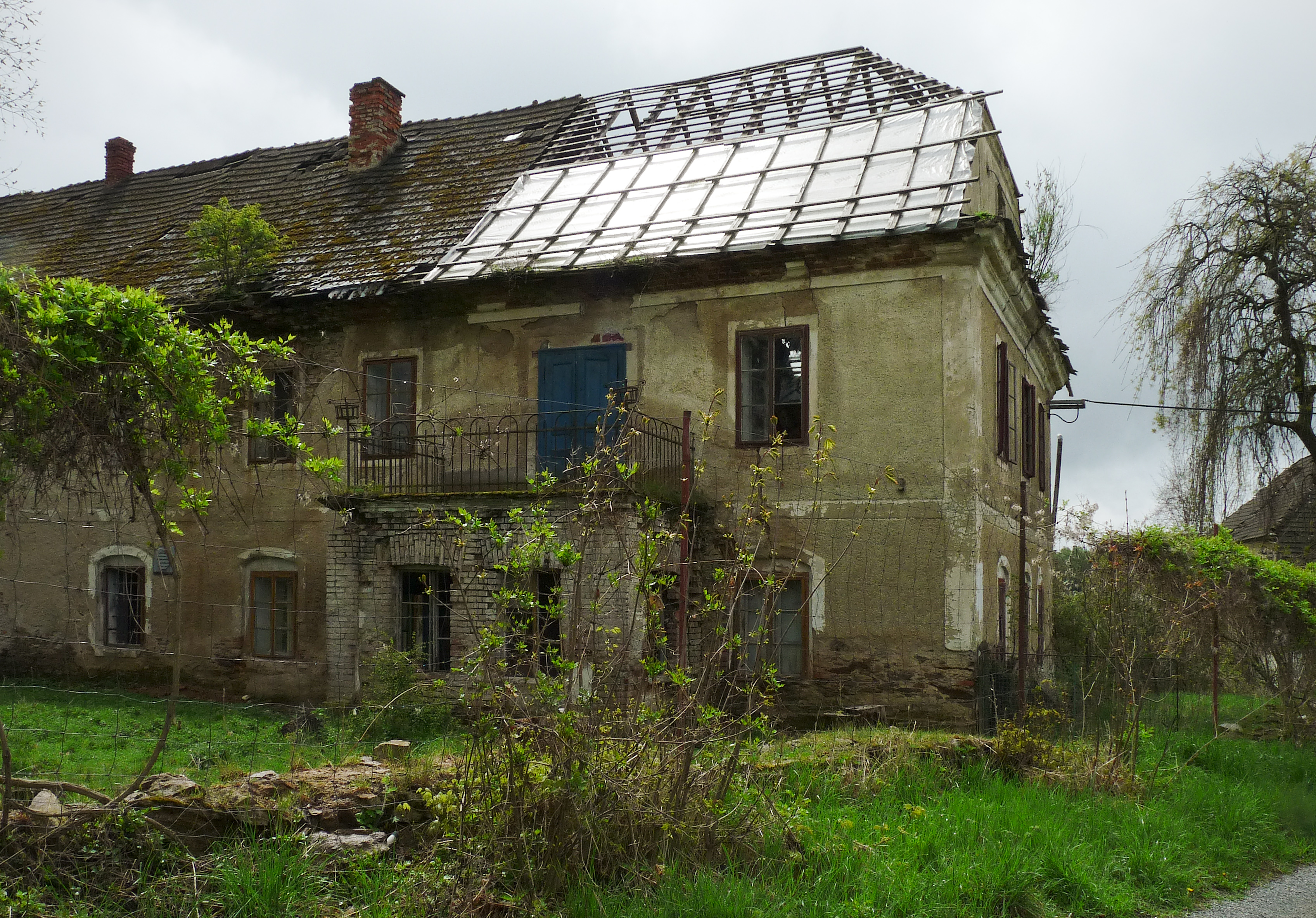
Zámek v roce 2010
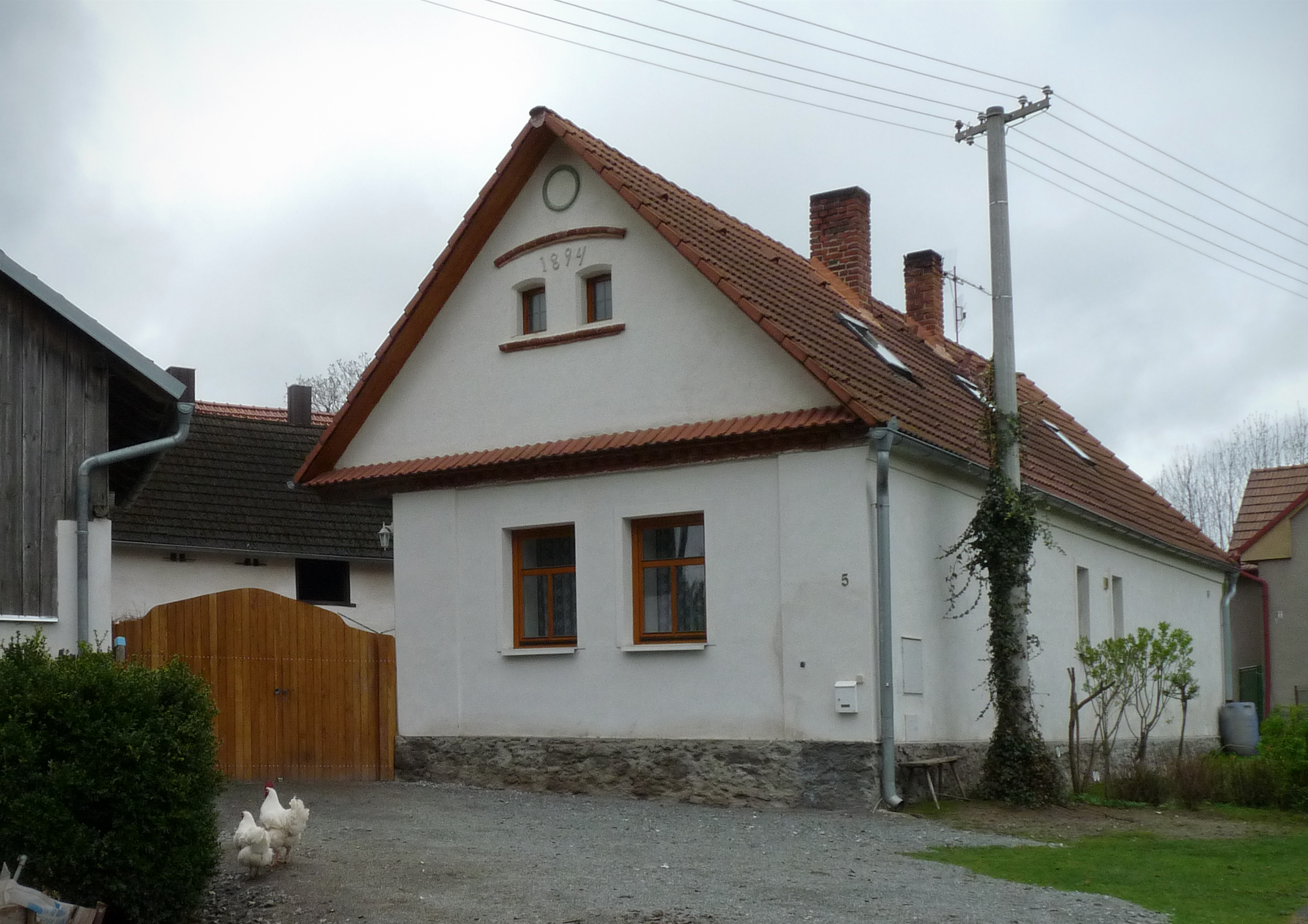
Dům čp. 5